# Abraxas poliostrota
Abraxas poliostrota là một loài bướm đêm trong họ Geometridae.